# Хайдари, Лейла
Лейла Хайдари (род. 1978, Пакистан) — афганская активистка и ресторатор. В 2010 году она основала в Кабуле Mother Camp — центр реабилитации наркоманов, и с тех пор руководит им. Ей также принадлежит Taj Begum — кабульское кафе, которое финансирует Mother Camp. На кафе часто совершаются набеги, поскольку кафе нарушает табу: им управляет женщина, и неженатым мужчинам и женщинам разрешается обедать вместе. Хайдари — героиня документального фильма 2018 года «Лейла у моста». Она была признана одной из 100 женщин 2021 года по версии Би-би-си.

## Биография

### Ранняя жизнь, брак и образование
Хайдари родилась в афганской семье в Кветте, Пакистан, в 1978 году. Когда она была младенцем, её семья бежала в Иран. В 12 лет Хайдари вышла замуж за муллу, которому было около тридцати лет. В 13 лет она родила своего первого ребёнка. Всего у пары было трое детей.
Когда муж разрешил ей посещать занятия по религии, Хайдари начала тайно изучать другие предметы. Она получила университетское образование в области кинопроизводства.
Хайдари развелась с мужем, когда ей был 21 год. По исламскому закону дети оставались с отцом.

### Карьера и активизм
Хайдари переехала в Афганистан в 2009 году. В Кабуле она нашла своего брата Хакима, живущего под мостом Пул-э-Сохта, как и сотни других наркоманов. В 2010 году Хайдари, мотивированная состоянием своего брата, растущей проблемой наркотиков в Афганистане и нехваткой государственных приютов для наркоманов, основала центр реабилитации наркоманов. Первые клиенты назвали центр «Материнским лагерем». Лагерь «Mother Camp» не получает государственных средств или иностранной помощи. Это единственный в городе частный центр реабилитации наркозависимых.
В 2011 году Хайдари, чтобы профинансировать Mother Camp, открыла в Кабуле ресторан Taj Begum. Ресторан известен тем, что им управляет женщина, что является редкостью в Афганистане, и тем, что в нём женатые и холостые мужчины и женщины могут общаться друг с другом, что является в местном сообществе культурным табу. В ресторане работают люди, проживавшие в Mother Camp. Полиция неоднократно проводила обыски в ресторане, так как в этом помещении обедают вместе мужчины и женщины, Хайдари не всегда носит платок на голове и вообще потому что она предпринимательница.
Хайдари выступила против присутствия Талибана в Афганистане, в том числе против всех тех угроз, которые оно представляет для прав женщин в стране. Она критиковала афганское правительство за то, что оно не включило женщин в мирный процесс в войне в Афганистане.
В 2019 году Хайдари была приглашённой докладчицей на Форуме свободы в Осло, организованном Фондом прав человека.
Она была признана одной из 100 женщин 2021 года по версии Би-би-си.

## Laila at the Bridge
Хайдари — героиня документального фильма «Лайла у моста», снятого Элизабет и Гулистан Мирзаи. Фильм получил премию FACT:Award 2018 года как лучший документальный фильм-расследование на кинофестивале CPH:DOX в Копенгагене. Фильм также получил премию «Социальная справедливость» на 34 ежегодном Международном кинофестивале в Санта-Барбаре.